# ملك جهان خانم
ملك جهان خانم (بالفارسية: ملک‌جهان خانم) (26 فبراير 1805 – 2 أبريل 1873)، المعروفة بـ«المهد العُليا» (بالفارسية: مهد علیا)، كانت زوجة محمد شاه قاجار وأم ناصر الدين شاه القاجاري.

## سيرة
كانت ملك جهان خانم أميرة فارسية من سلالة قاجار بالولادة والزواج. اسمها الشخصي (ملك جهان) يعني ملكة العالم. بالولادة، كونها ابنة الأمير محمد قاسم خان القاجاري قوانلو الملقب (محمد قاسم زاهر الدولة) والأميرة بيكم جان خانم قاجار، كانت حفيدة فتح علي شاه القاجاري. كان جدها لأبيها قائد قاجار القوي أمير سليمان خان قاجار قوانلو الملقب 'بنظام الدولة'، وكانت جدتها لأبيها أميرة من سلالة الدولة الزندية. تزوجت في سن مبكرة من ابن عمها محمد شاه قاجار(عام 1834 – 1848). محمد شاه قاجار تزوج حوالي خمس عشرة امرأة خلال حياته، لكنها كانت واحدة من أقرب زوجاته إلى قلبة. لقد اكتسبت مكانة بين الحريم لعدة أسباب: اولها أقدميتها بين زوجات الشاه. لأنها كانت عضوًا في الأسرة بالولادة وبالتالي فهي من اصل معروف؛ لأنها انجبت لزوجها خمسة أطفال (اثنان منهم بلغوا سن الرشد) والأهم من ذلك كله لأنها كانت أم ولي العهد. ابنها الوحيد الباقي، ناصر الدين القاجاري. لقبها مهد أوليا يعني «مهد الحضارات السامية» وقد تم منح هذا اللقب عمومًا لأم ولي العهد.
كانت الوصي على الإمبراطورية الفارسية لمدة شهر واحد، من 5 سبتمبر حتى 5 أكتوبر في عام 1848، بين وفاة زوجها وتولي ابنها العرش بحكم انها بصفتها الإمبراطورة الأم. مارست نفوذًا سياسيًا كبيرًا في عهد ابنها بصفتها الملكة الام من عام 1848 حتى وفاتها في عام 1873. توصف بأنها شخصية قوية وموهوبة سياسيا. متجذرة بقوة في شبكات العائلة والقبيلة.